# Dubowe (rejon dokszycki)
Dubowe (biał. Дубавое; ros. Дубовое) – wieś na Białorusi, w obwodzie witebskim, w rejonie dokszyckim, w sielsowiecie Dokszyce.

## Historia
W czasach zaborów w granicach Imperium Rosyjskiego.
W dwudziestoleciu międzywojennym wieś leżała w Polsce, w województwie wileńskim, w powiecie dziśnieńskim, w gminie Dokszyce.
Według Powszechnego Spisu Ludności z 1921 roku zamieszkiwało tu 107 osób, 1 była wyznania rzymskokatolickiego, 105 prawosławnego a 1 ewangelickiego. Jednocześnie 1 mieszkaniec zadeklarował polską przynależność narodową, 105 białoruską a 1 fińską. Było tu 16 budynków mieszkalnych. W 1931 w 20 domach zamieszkiwało 106 osób.
Miejscowość należała do parafii rzymskokatolickiej i prawosławnej w Dokszycach. Podlegała pod Sąd Grodzki w Dokszycach i Okręgowy w Wilnie; właściwy urząd pocztowy mieścił się w Dokszycach.